# (17744) Jodiefoster
Jodiefoster. Asteroide n.º 17744 de la serie (1998 BZ31 ), descubierto el 18 de enero de 1998 desde Caussols por el equipo ODAS (OCA-DLR Asteroid Survey).-
Tiene también las asignaciones 1974 QY = 1978 WH5 = 1989 UA9 = 2000 OC45
Nombrado en honor de Alicia Christian Foster (Los Ángeles, 1962), conocida
artísticamente por Jodie Foster.-